# Mistrzostwa Oceanii U-20 w Piłce Nożnej 2008
Młodzieżowe Mistrzostwa Oceanii U-20 w piłce nożnej 2008 − 17. edycja turnieju w piłce nożnej o mistrzostwo Oceanii w piłce nożnej mężczyzn do lat 20. Turniej odbył się w stolicy Tahiti - Papeete. Zawody były również turniejem kwalifikacyjnym do Mistrzostw Świata U-20 2009. Awans uzyskała drużyna, która zwyciężyła w tym turnieju (Tahiti). Mecze rozgrywano w systemie kołowym. Drużyna, która zajęła pierwsze miejsce w grupie została mistrzem Oceanii. 

## Drużyny
- Fidżi
- Nowa Kaledonia
- Nowa Zelandia
- Tahiti

## Turniej

### Tabela końcowa
| Państwo        | Pkt | Mecze | Zwycięstwa | Remisy | Porażki | Zdobyte bramki | Stracone bramki | +/- |
| -------------- | --- | ----- | ---------- | ------ | ------- | -------------- | --------------- | --- |
| Tahiti         | 7   | 3     | 2          | 1      | 0       | 4              | 1               | +3  |
| Nowa Kaledonia | 5   | 3     | 1          | 2      | 0       | 5              | 2               | +3  |
| Nowa Zelandia  | 4   | 3     | 1          | 1      | 1       | 6              | 4               | +2  |
| Fidżi          | 0   | 3     | 0          | 0      | 3       | 0              | 8               | -8  |

### Mecze
| 13 grudnia 2008 16:00 | Nowa Zelandia · Barbarouses 58' · McGeorge 64' · Draper 87' | 3:0Raport | Fidżi | Stade Paea |
|                       |                                                             |           |       |            |

| 13 grudnia 2008 18:30 | Tahiti | 0:0Raport | Nowa Kaledonia | Stade Paea |
|                       |        |           |                |            |

| 15 grudnia 2008 16:00 | Nowa Kaledonia · Hnautra 3' · Wahnyamalla 22', 34' | 3:0Raport | Fidżi | Stade Mahina |
|                       |                                                    |           |       |              |

| 15 grudnia 2008 18:30 | Nowa Zelandia · Barbarouses 23' | 1:2Raport | Tahiti · Rochette 66' · Teriitau 89' | Stade Mahina |
|                       |                                 |           |                                      |              |

| 17 grudnia 2008 16:00 | Nowa Kaledonia · Hnautra 15' · Kayara 32' | 2:2Raport | Nowa Zelandia · Draper 28' · Raj 73' | Stade Puurai |
|                       |                                           |           |                                      |              |

| 17 grudnia 2008 18:30 | Tahiti · Tehau 10' · Kamoise 54' | 2:0Raport | Fidżi | Stade Puurai |
|                       |                                  |           |       |              |

### Zwycięzca
TAHITI
2. TYTUŁ MISTRZA U-20 STREFY OFC

### Strzelcy bramek
2 gole
- Alan Hnautra
- Jean Wahnyamalla
- Greg Draper
- Costa Barbarouses

1 gol
- Roy Kayara
- Adam McGeorge
- Jonathan Raj
- Garry Rochette
- Ariihau Teriitau
- Alvin Tehau
- Hiva Kamoise